# تطبيق نبض
نبض هي منصة للأخبار العربية المخصصة، تأسست عام 2012، ومقرها الرئيسي في دبي ولديها مكاتب في الإمارات العربية المتحدة والكويت والمملكة العربية السعودية ومصر والأردن. تحتوي منصة نبض على أكثر من 1500 ناشر للمحتوى العربي من كافة الفئات، كالأخبار المحلية والعالمية والرياضة والاقتصادية والصحية والتكنولوجيا والطبخ وغير ذلك، وتقوم المنصة بتخصيص المحتوى المقدم للمستخدمين بناءً على اختياراتهم واهتماماتهم وموقعهم الجغرافي. 
منصة نبض متوفرة كتطبيق للهواتف الذكية على أنظمة التشغيل آي أو أس وآندرويد وعلى الويب عبر موقع Nabd.com. وفقا لإحصائيات الشركة، تصل منصة نبض لأكثر من 25 مليون مستخدم شهريًا، اعتباراً من مارس 2022.

## تاريخ
تأسست منصة نبض في عام 2012 من قبل عبد الرحمن السيد.  وفي 23 أكتوبر 2012، تم إطلاق تطبيق نبض على أجهزة آي أو آس، ثم في 7 أكتوبر 2013 تم إطلاق تطبيق نبض على  أجهزة الأندرويد.
- في يونيو 2018، أطلقت منصة نبض قسمًا مخصصًا للرياضة، والذي يحتوي على نتائج مباريات كرة القدم المباشرة بالإضافة لمواعيدها وجداولها.
- في أبريل 2019، أطلقت منصة نبض خاصية البث المباشر لقنوات التلفاز، والتي تشمل قنوات محلية وعالمية.[4]
- في أغسطس 2019، أطلقت منصة نبض نسخة الويب عبر موقع Nabd.com.[5]
- في يونيو 2020، أطلقت منصة نبض قسمًا مخصصا لمحتوى الفيديو.[6]
- في يناير 2021، أصبحت منصة نبض متاحة على اجهزة هواوي.
- في مايو 2021، أطلقت منصة نبض قسما مخصصا لبيانات الأسواق المالية.[7]

### الشراكات الاستراتيجية
في أكتوبر 2020، وقعت شركة سامسونغ عقد شراكة إستراتيجية مع منصة نبض كمزود للأخبار العربية لمستخدميها من الهواتف الذكية في منطقة الشرق الأوسط وشمال إفريقيا.  في نفس الشهر، تم الإعلان عن شراكة إستراتيجية مماثلة بين شركة هواوي ومنصة نبض. في نفس العام من 2020، وقعت منصة نبض اتفاقية مع منظمة الأمم المتحدة، والتي أتاحت للمنظمة نشر أخبارها العربية داخل منصة نبض.
في فبراير 2022 وقعت شركة ترانشين عقد شراكة إستراتيجية مع منصة نبض لتزويدها بمحتوى الأخبار العربية لأجهزة إنفينيكس وتكنو وآيتل في منطقة الشرق الأوسط وشمال إفريقيا.

## المميزات
منصة نبض تمكن المستخدمين العرب من قراءة الأخبار والمحتوى العربي من أكثر من 1500 ناشر محلي وإقليمي ودولي.
تتيح المنصة للمستخدمين إمكانية متابعة مصادر الأخبار المفضلة لهم بناءً على اهتماماتهم وموقعهم الجغرافي، وبالتالي يتم عرض محتوى عربيا مخصصا لهم. تشمل منصة نبض مجموعة متنوعة من المحتوى المخصص على حسب اختيارات المستخدمين، بما في ذلك الأخبار المحلية والعالمية والرياضية والاقتصادية والصحية وأخبار التكنولوجيا والترفيه والسيارات ونمط الحياة والعلوم والطهي والسفر. كما يمكن لمستخدمي نبض الاستمتاع أيضًا بمميزات أخرى مثل متابعة فرق كرة القدم المفضلة لهم ونتائج المباريات وجداولها، والحصول على حالة الطقس على حسب الموقع الجغرافي، والوصول إلى بيانات الأسواق المالية بشكل فوري، ومشاهدة البث الحي للعديد من القنوات التلفزيونية.
تطبيق نبض متوفر على عدة أنظمة التشغيل بما في ذلك آبل ستور وغوغل بلاي وهواوي آب غاليري وعلى الويب من خلال موقع Nabd.com. أخبار منصة نبض متوفرة أيضا بشكل مباشر وبدون تحميل للتطبيق على الشاشة الرئيسية لعدة هواتف ذكية مثل أجهزة هواوي وسامسونغ وإنفينيكس وتكنو وآيتل.

## الجوائز والتقدير
- 2014 – متجر آبل ستور يختار تطبيق نبض ضمن قائمة «أفضل تطبيقات عام 2014»[11][12]
- 2015 – متجر جوجل بلاي يختار تطبيق نبض ضمن قائمة «أفضل تطبيقات عام 2015»[12]
- 2015 – فوربس الشرق الأوسط تمنح جائزة «رواد الأعمال الأكثر إبداعا في المملكة العربية السعودية» للشريك المؤسس لمنصة نبض[13]
- 2017 - المنتدى الاقتصادي العالمي يختار نبض ضمن 100 شركة عربية ناشئة شكلت الثورة الصناعية الرابعة[14]
- 2019 - المنتدى الاقتصادي العالمي يختار نبض ضمن أكثر 100 شركة عربية ناشئة واعدة[15][16]

## وصلات خارجية
- الموقع الرسمي